# Lista de membros da Royal Society eleitos em 1879
Membros da Royal Society eleitos em 1879.

## Fellows of the Royal Society (FRS)
1. John Anderson[2] (1833-1900)
2. Miles Joseph Berkeley[3] (1803-1889)
3. Henry Bessemer (1813-1898)
4. Alexander Crum Brown[4] (1838-1922)
5. Walter Buller (1838-1906)
6. Francis Stephen Bennet François de Chaumont (1833-1888)
7. Richard Assheton Cross[5] (1823-1914)
8. George Darwin[6] (1845-1912)
9. Joseph David Everett (1831-1904)
10. George Downing Living[7] (1827-1924)
11. George Matthey[2] (1825-1913)
12. George John Romanes[8] (1848-1894)
13. Arthur Schuster[9][10] (1851-1934)
14. Harry Govier Seeley[11] (1839-1909)
15. Benjamin Williamson (1827-1916)
16. Thomas Wright[12] (1809-1884)

## Foreign Members of the Royal Society (ForMemRS)
1. Arthur Auwers[13] (1838-1915)
2. Jean Louis Armand de Quatrefages de Bréau (1810-1892)
3. Luigi Cremona[14][15] (1830-1903)
4. Georg Hermann Quincke[16] (1834-1924)
5. Theodor Schwann (1810-1882)
6. Jean Servais Stas[17] (1813-1891)